# Lijst van burgemeesters van Serooskerke (Walcheren)
Dit is een lijst van burgemeesters van de voormalige Nederlandse gemeente Serooskerke (Walcheren) tot die gemeente op 1 juli 1966 opging in de gemeente Veere.
| Ambtsperiode | Naam burgemeester                  | Partij of stroming | Bijzonderheden |
| ------------ | ---------------------------------- | ------------------ | --- |
| 18?? - 1844  | Pieter Pieterse Melis              |                    | |
| 1845 - 1852  | F.B. Fock                          |                    | |
| 1852 - 1878  | Pieter Melis                       |                    | burgemeester van Sint Laurens van 1853 - 1878, zoon van Pieter Pieterse Melis                                                                |
| 1878 - 1894  | Jacobus Riemens                    |                    | |
| 1894 - 1906  | W. Maas                            |                    | |
| 1906 - 1930  | jhr. Willem Zijphrid van Teylingen |                    | tevens burgemeester van Oostkapelle (1896-1936)                                                                                              |
| 1930 - 1956  | Pieter (P.) Dregmans               | ARP                | |
| 1958 - 1966  | Adrie (A.) de Kam                  | ARP                | waarnemend; tevens tijdens (deel) van die periode (waarnemend) burgemeester van Vrouwenpolder en Veere, later burgemeester van Veere en Axel |